# 竹本寿太夫
竹本 寿太夫（たけもと ことぶきたゆう）は、義太夫節の太夫。初代・二代が竹本津賀太夫を名乗ったことから、竹本津賀太夫の前名として知られ、寿太夫を名乗った人がすべて竹本綱太夫の弟子や孫弟子であることから竹本綱太夫系の名跡として知られる。旧字体で壽太夫とも表記する。紋は抱き柏に隅立て四つ目。四代目竹本綱太夫の孫弟子（五代目竹本春太夫門弟）である二代目竹本越路太夫が一時襲名を検討したが、六代目竹本春太夫から竹本摂津大掾を名乗った。

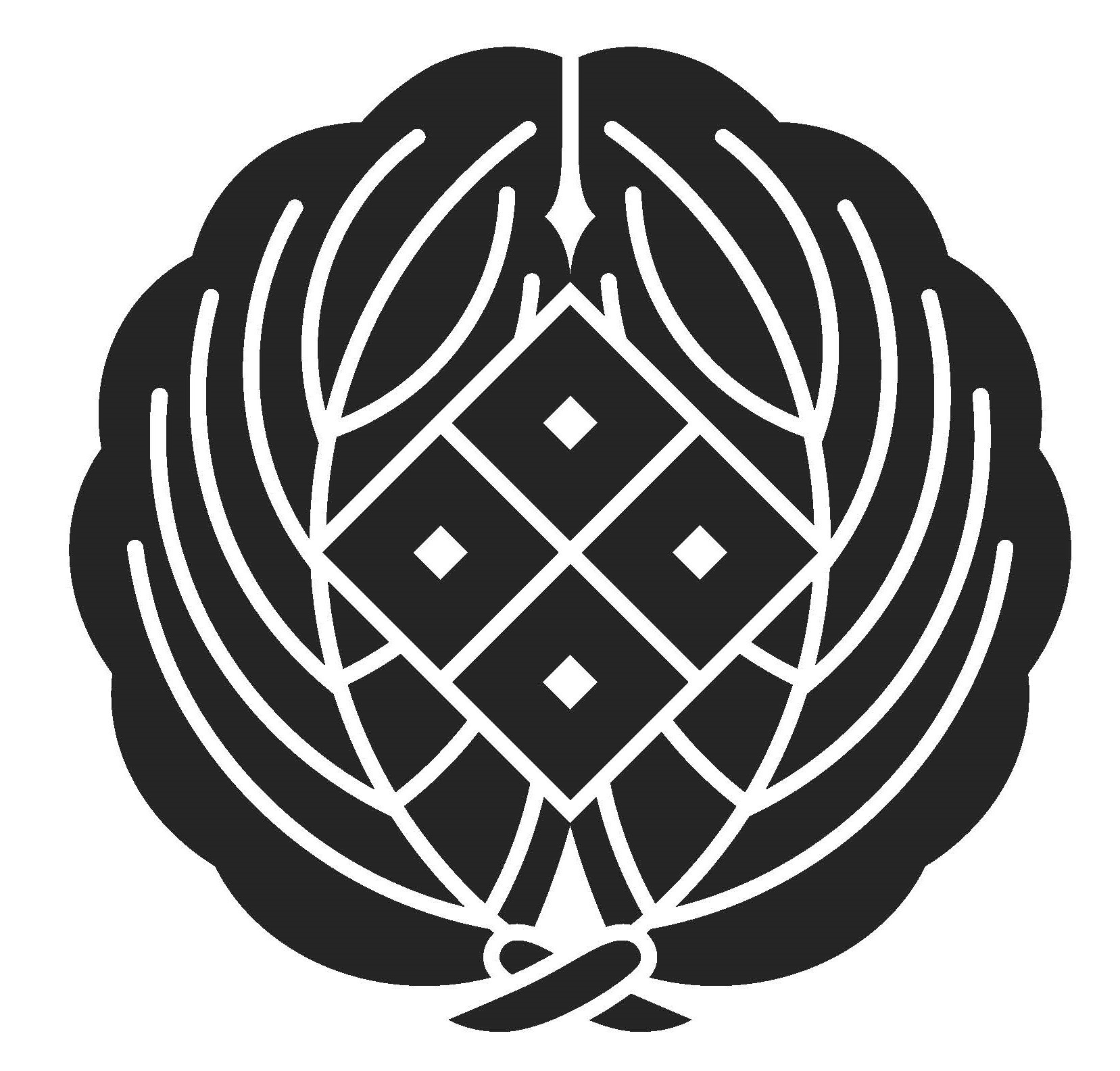
抱き柏に隅立て四つ目

## 初代
（寛政11年（1799年）？ ― 明治14年（1881年）10月22日）
初代竹本寿太夫 → 二代目竹本津賀太夫 → 竹本山城掾（山四郎）※ひと芝居だけ竹本男徳斎を名乗る。
三代目竹本綱太夫の門弟。師の没後は四代目竹本綱太夫門弟
「日本第一骨芸物語」「おどけ浄瑠璃」と呼ばれたチャリ語りの名人。西京五条坂の生まれで、三代目竹本綱太夫に入門し、初代竹本寿太夫を名乗る。『増補浄瑠璃大系図』では「文政12年（1829年）正月 堀江市の側芝居『伊賀越道中双六』に出勤」とあるが、『義太夫年表 近世篇』によれば、文政2年（1819年）名古屋 清寿院の番付に「竹本寿太夫」の名があり、文政7年（1824年）『見世見物雑志』に「五月十七日より、若宮境内にて浄瑠璃興行。（略）竹本寿太夫」と記され、文政10年（1827年）名古屋 若宮御社内 『伊賀越道中双六』の番付に「意記衛屋敷の段 口」を語る竹本寿太夫の名前があることから、遅くとも文政年間初期には出座していたことがわかる。名古屋 若宮御社内 『伊賀越道中双六』の興行は太夫 竹本綱太夫と師三代目竹本綱太夫が紋下に座り、二代目竹本津太夫も同座している。
天保14年（1843年）8月四条北側芝居 太夫竹本綱太夫『義士伝読切講釈』「寺岡忠義の段」にて寿太夫改二代目竹本津賀太夫を襲名する。翌9月道頓堀若太夫芝居 太夫竹本綱太夫にて、『恋娘昔八丈』「城木屋の段 切」を語り、大坂での襲名披露をする。同興行では、紋下であり師の四代目竹本綱太夫は二代目竹本綱太夫著の『花上野誉石碑』「志渡寺の段」を語っている。
嘉永年間に嵯峨御所より勅許受領し、日本第一 骨芸話 竹本山城掾 藤原兼房と改名し、、嘉永6年（1853年）9月四条北側大芝居『けい事 竜宮 骨稽話 玉手箱誉寿』「竜宮の段　切」にて津賀太夫改 竹本山城掾 藤原兼房の受領披露を行う。
翌嘉永7年（1854年）正月寺町寅薬師地内『妹背山婦女庭訓』にて太夫竹本山城掾 藤原兼房と紋下に就任。同年10月因幡薬師境内 あやつり仕立て 竹田からくりの興行にて「滑稽物語 竹本山城掾」として紋下に座っている。同興行にて門弟の二代目竹本寿太夫が『絵本太功記』「尼ヶ崎の段 切」を語り三代目竹本津賀太夫を、同じく門弟の竹本房太夫が『箱根霊験躄仇討』「餞別の段 奥」を語り三代目竹本寿太夫を、それぞれ襲名している。2人の襲名披露は翌安政2年（1855年）4月京四条北側大芝居『伊賀越道中双六』「円覚寺の段」にても行われている。口を房太夫事三代目竹本寿太夫、切を寿太夫事三代目竹本津賀太夫がそれぞれ語っている。
明治初年に受領号が廃止され、掾号（国司号）を名乗ることが禁止されたため、明治2年（1869年）6月京四条北側大芝居にて太夫 竹本山四郎と成り、山城掾から竹本山四郎（やましろう）と名を改めている。
明治6年（1873年）以降は、明治9年（1876年）に竹田芝居が類焼するまで太夫 竹本山四郎として座を率い、松島の文楽座に劣らぬ人気を誇った。その竹田芝居に付き、『義太夫年表明治篇』は「彼（山城掾）はチャリ語りを専門にし、赤の裃を着て、赤い見台に坊主頭でウナって泗落のめしたというが、芸はともかく、七十歳の坂を越した彼の一座には、芸の達者な古靱（初代古靭太夫）・織（二代目織太夫＝六代目綱太夫）・梶（六代目梶太夫＝八代目染太夫）・津（三代目津太夫＝七代目綱太夫）・長尾（初代長尾太夫）・呂（初代呂太夫）・若（八代目若太夫）・文字（五代目文字太夫＝五代目岡太夫）・濱（四代目濱太夫＝四代目津賀太夫）・春子（初代春子太夫＝三代目大隅太夫）等秀れた太夫が集まり、三味線・人形も文楽座と見劣りし通い連中が並んでいたから、自然文楽座の一敵国としての勢力を持った。越路太夫（二代目越路太夫）と競って文楽座を去った古靭太夫（初代古靭太夫）にしても、山四郎一座が健闘して文楽座に劣らぬ人気を持っていたから、文楽座を去る決心がついたのだろう。明治七年九月文楽翁の態度を不満として春太夫（五代目春太夫）・團平（初代團平）等が文楽座を退座したのも、動機はともあれ、竹田芝居の健闘を目前に見ている彼等の考えの中には、辺鄙な松島の文楽座のみが人形淨瑠璃の世界と限ったわけではな（い）」と記している。竹田芝居延焼後は、大江橋席を本拠とした。明治9年治9年（1876年）9月大江橋席『夏祭浪花鑑』「九郎兵衛住家の段（田島町団七内の段）にて、門弟の二代目竹本織太夫に師名である竹本綱太夫を六代目として襲名させている。この襲名にあたり、同じ四代目竹本綱太夫の門弟であるの文楽座紋下五代目竹本春太夫と六代目竹本綱太夫襲名の摺物に言葉を寄せている。 

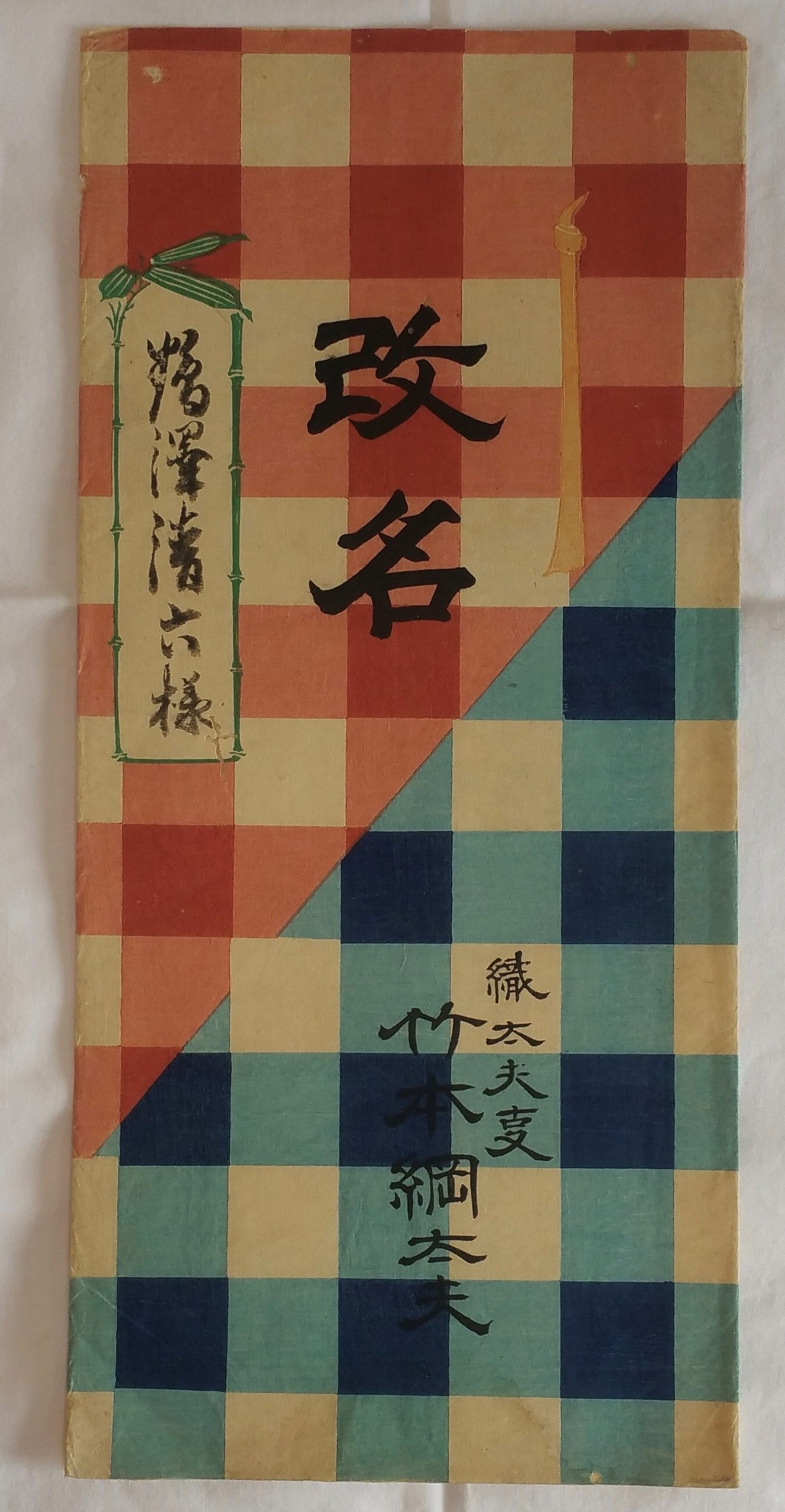
六代目竹本綱太夫改名（襲名）摺物（初代鶴澤清六に宛てたもの）

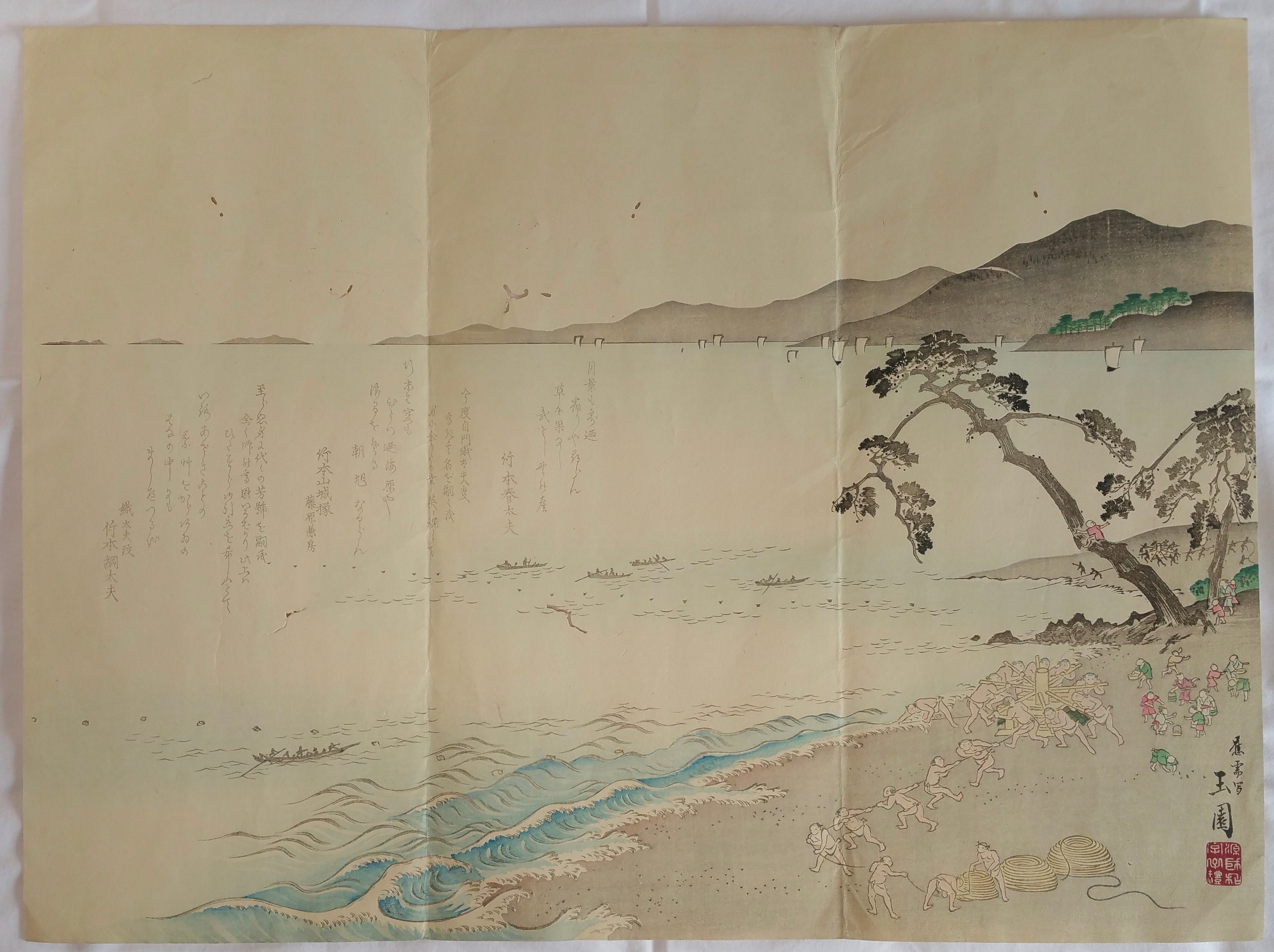
六代目竹本綱太夫改名（襲名）摺物（玉園 画）

明治13年（1880年）9月文楽座『詠開秋七艸』「飛仙ヶ嶽麓の段」を語り久々に文楽座へ出座し、同年11月『契情小倉濃色紙』「山巌寺の段」の眞慶和尚を語っている。 
明治14年（1881年）8月 西京四条北側芝居に竹本男徳斎として出座し、『木下蔭狭間合戦』「来作住家の段」を語るも、「斎号相不成候由大坂取締より申来り依て元の山四郎にて出勤致也」と、掾号に続き斎号の使用も差し止められている。竹本男徳斎は初代竹本咲太夫が名乗った斎号で、山城掾と同じく初代咲太夫もチャリ語りの名人として知られている。翌9月同芝居『嬢景清八嶋日記』「花菱屋の段」を語ったのが最後の出座と言われ、10月21日朝より卒中風を発し、10月22日午前1時に死去。戒名は釋教寿。墓は一心寺に巨碑が建立されている。
水鉢…二代目竹本綾瀬太夫（二代目竹本相生太夫）、三代目竹本津太夫（後の七代目竹本綱太夫）

花立…四代目竹本濱太夫（後の四代目竹本津賀太夫）、四代目竹本重太夫（後の六代目竹本政太夫）

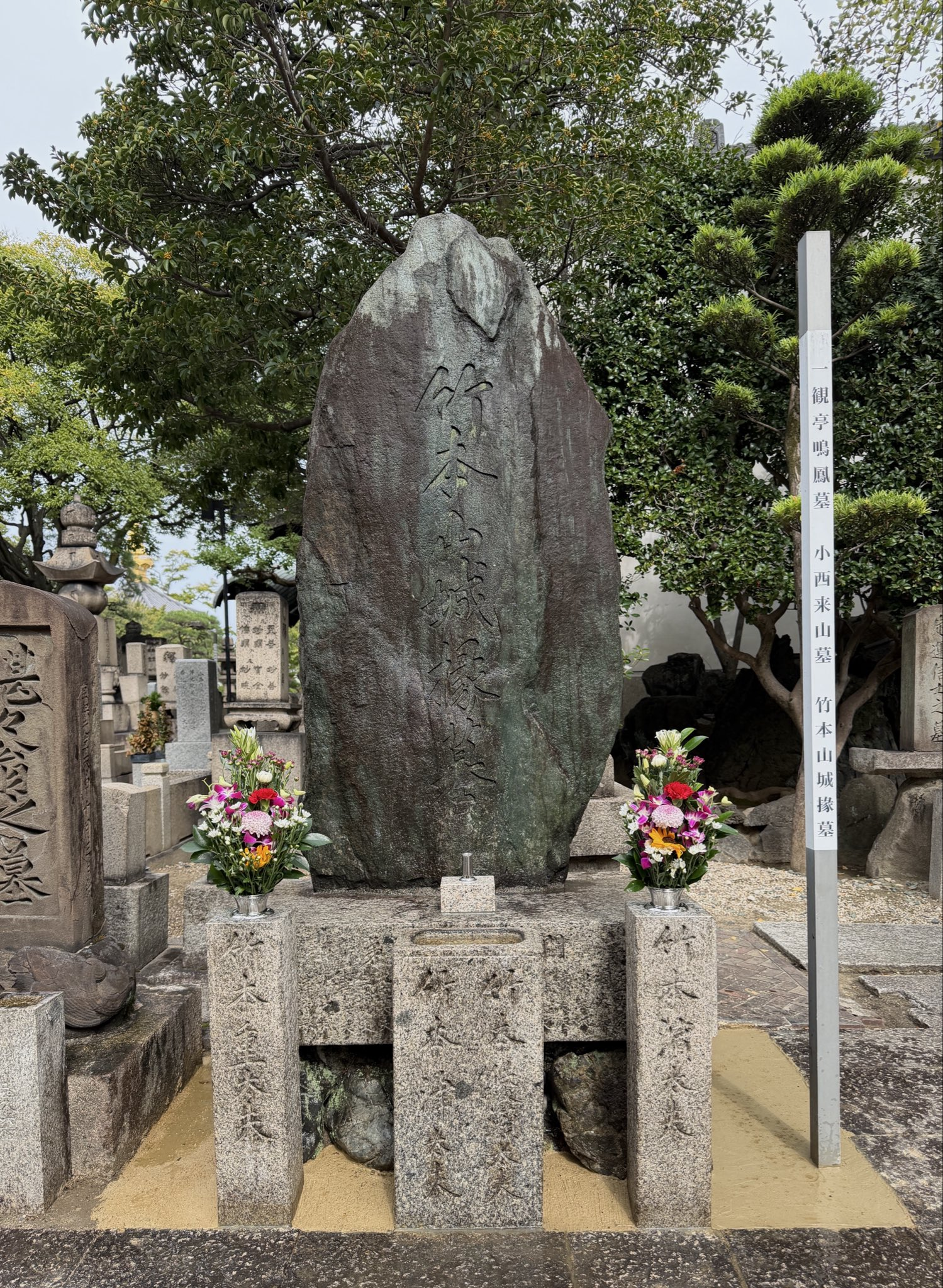
竹本山城掾墓

## 二代目
（生年不詳 -明治6年（1873年）春）
竹本さの太夫 → 竹本政の太夫 → 二代目竹本寿太夫 → 三代目竹本津賀太夫
本名長谷川安兵衛。四代目竹本むら太夫の門弟。師の没後、初代竹本寿太夫（二代目津賀太夫 → 竹本山城掾）の門弟となる。
西京の生まれにて、素人として「さの」を名乗っていたが、四代目竹本むら太夫の門弟となり、天保12年（1841年）9月勢州山田での素浄瑠璃興行の際に竹本さの太夫を名乗る。
天保13年（1842年）座摩社内『八陣守護城』にて「大序 祈りの段」を勤め、竹本政の太夫と名を改める。
天保14年（1843年）に初代竹本寿太夫が二代目竹本津賀太夫を襲名した後、竹本寿太夫を二代目として襲名する。襲名の時期は明らかではないが、弘化3年（1846年）京 左女牛北側芝居にて『合邦辻』を勤める竹本政の太夫の名が番付にあり（同興行には二代目竹本津賀太夫をはじめ、師匠四代目竹本むら太夫、五代目竹本春太夫、三代目竹本長登太夫が一座している）、嘉永4年（1851年）3月改正「次第不同 三都太夫三味線操改名録」に「政の太夫 竹本寿太夫」とあり、同年4月四条北側大芝居にて『安珍清姫 日高川入相花王』「渉場の段」の口を勤める竹本寿太夫の名前が番付で確認できる（切は二代目竹本津賀太夫）ことから、遅くとも嘉永4年には二代目竹本寿太夫を名乗っていたことがわかる。
また、『増補浄瑠璃大系図』に「嘉永の始めの頃師匠むら太夫故人となりし後より津賀太夫預かりとなる」とあるため、二代目竹本津賀太夫の門弟となった折に、師の前名寿太夫を二代目として相続した、とも考えられる。
師匠二代目竹本津賀太夫が嘉永6年（1853年）9月に竹本山城掾と受領を披露した翌嘉永7年（1854年）閏7月博労町いなり境内北の門新席『五天竺』「一つ家の段」にて寿太夫改め三代目竹本津賀太夫を襲名。三味線は野澤吉弥。同芝居『けい事 玉手箱誉寿』「竜宮の段 切」にて津賀太夫改め竹本山城掾とあり、大坂にての受領披露であることがわかる。同年10月因幡薬師境内『絵本太功記』「尼ヶ崎の段 切」にても寿太夫事三代目竹本津賀太夫を襲名。こちらは京での襲名披露と考えられる。また、同芝居にて『箱根霊験躄仇討』「餞別の段 奥」を語り竹本房太夫が三代目竹本寿太夫を襲名している。
また、安政2年（1855年）4月京四条北側大芝居『伊賀越道中双六』「円覚寺の段」にても、口を房太夫事三代目竹本寿太夫、切を寿太夫事三代目竹本津賀太夫がそれぞれ語り襲名披露が行われている。
『義太夫年表明治篇』によれば、三代目津賀太夫は座摩芝居を本拠とし、明治3年（1870年）9月『伊賀越道中双六』他にて、太夫 竹本津賀太夫として紋下に就任している。役場は「岡崎の段 切」。紋下（櫓下）就任に関しては、『増補浄瑠璃大系図』が「座摩社内にて暫くの間津賀太夫座頭にて興行打続き其功によって櫓下太夫号を許す」と記載している。翌10月以降も太夫 竹本津賀太夫と紋下に名を刻み、明治5年（1872年）の宮地芝居の解散まで続いた。座摩芝居の解散の後は、同年9月堀江芝居『仮名手本忠臣蔵』にても太夫 竹本津賀太夫と引き続き紋下を勤める（同芝居にて二代目竹本織太夫（六代目竹本綱太夫）が『仮名手本忠臣蔵』「桃の井別荘の段」として「本蔵下屋敷」を初演している。）。同年10月西京宇治嘉太夫座にても紋下を勤め、「忠臣蔵切に太功記十段目勤て帰坂致病気にて長らく引」み、翌明治6年（1873年）5月道頓堀若太夫芝居『浪花大汐譚』にも太夫 竹本津賀太夫と番付にはあるが、津賀太夫の役場はなく、「三代津賀太夫（紋下）ハ没後ニテ名目ノミ」と『義太夫年表明治篇』も記していることから明治6年（1873年）春ごろ死去したと伝わる。

## 三代目
（生没年不詳）
竹本房太夫 → 三代目竹本寿太夫
初代竹本寿太夫（二代目津賀太夫 → 竹本山城掾）の門弟。
初出座は明らかではないが、『増補浄瑠璃大系図』には「竹本寿太夫　元房太夫と云なり後改名致三代なり嘉永年間より師に付て修行致出勤年月詳ならず」とあり、嘉永4年（1851年）5月改正「三都太夫三味線人形見競鑑」の大坂 竹本房太夫の名前があり、『増補浄瑠璃大系図』の記述と一致する。また、師の受領披露である嘉永6年（1853年）9月四条北側大芝居『けい事 竜宮 骨稽話 玉手箱誉寿』「竜宮の段」の口を勤めている（切は竹本山城掾）。
房太夫の名跡は、名乗ったものが多くいるため、代数を明らかにすることは難しいが、二代目豊竹此太夫の門弟に通称京半といった初代豊竹房太夫や、その門弟に石太夫から二代目豊竹房太夫を名乗ったものがいる。更に、初代豊竹巴太夫の門弟である豊竹房太夫が文政8年（1825年）5月御霊境内『碁太平記白石噺』「逆井村の段 切」にて房太夫事三代目豊竹岡太夫を襲名している。その翌年、文政9年（1826年）3月江戸 薩摩座 太夫 竹本津賀太夫『妹背山婦女庭訓』に出座する竹本房太夫の名前がある。この房太夫は『増補浄瑠璃大系図』の「竹本伊勢太夫 三綱翁門弟にて西京出産元の名房太夫と云頃より東京へ赴き彼地で改名致す」とある人物と考えられる。
嘉永7年（1854年）10月因幡薬師境内『箱根霊験躄仇討』「餞別の段 奥」を語り、房太夫事三代目竹本寿太夫を襲名。同芝居『絵本太功記』「尼ヶ崎の段 切」にて、寿太夫事三代目竹本津賀太夫を襲名が行われ、二代目寿太夫の三代目竹本津賀太夫襲名を期に、房太夫が寿太夫の名跡を三代目として名乗ったことがわかる。また、安政2年（1855年）4月京四条北側大芝居『伊賀越道中双六』「円覚寺の段」にても、口を房太夫事三代目竹本寿太夫、切を寿太夫事三代目竹本津賀太夫がそれぞれ語り襲名披露が行われている。
この後も師の一座に出座していたが、『義太夫年表近世篇』では万延2年（1861年）2月『仮名手本忠臣蔵』以降の出座が確認できない。文久元年（1861年）6月改正「三都太夫三味線操見競鑑」には京 竹本寿太夫の記載がある（文久3年（1863年）3月改正版にも）。

## 四代目
竹本小津賀太夫 → 四代目竹本寿太夫
初代竹本寿太夫（二代目津賀太夫 → 竹本山城掾）の門弟。
初出座は不詳ながら、兄弟子の二代目寿太夫事三代目竹本津賀太夫、房太夫事三代目竹本寿太夫の襲名披露である嘉永7年＝安政元年（1854年）10月因幡薬師境内の芝居で『箱根霊験躄仇討』「滝のだん 口」を語る竹本小津賀太夫が番付上、確認できる。切は師匠竹本山城掾が語っている。
元治2年＝慶応元年（1865年）2月四条道場北ノ小家『妹背山婦女庭訓』「蝦夷館の段 切」で初めて序切を語る。
慶応2年（1866年）9月四条北の小家『辻法印』で小津賀太夫事四代目竹本寿太夫を襲名。三味線は鶴澤玉造。同年の見立番付西前頭に「小津賀太夫事竹本寿太夫」とある。明治以降の出座は不明。

## 五代目
竹本多門太夫 → 五代目竹本寿太夫
四代目綱太夫の門弟である五代目竹本春太夫の門弟。師の没後は二代目竹本越路太夫（摂津大掾）の門弟。
明治8年（1875年）因講に加入し、文楽座へ出座。
明治22年（1889年）10月御霊文楽座『神霊矢口渡』「渡し守頓兵衛の段 中」を語り多門太夫改五代目竹本寿太夫を襲名。※この芝居で後の豊竹山城少掾が竹本津葉芽太夫として初出座。
明治25年（1892年）6月御霊文楽座『鎌倉三代記』「坂本城中評議の段 中」までは出座が確認できる。明治41年（1908年）1月より10月まで堀江座に竹本寿太夫が出座している。同人であるかは不明。以降の出座も不明。

## 竹本摂津大掾の寿太夫襲名
竹本摂津大掾の一代記である『竹本摂津大掾』を著した水谷不倒が、雑誌『小天地』明治35年（1902年）2月号に「文楽座の一月興行」と題し同年1月の御霊文楽座の劇評を寄せており、その中に「越路がもし壽太夫と改名するともあるならば、文字は越路の名を襲うとの噂を聞いてゐる」と記している。このため、二代目越路太夫は門弟に名乗らせていた竹本寿太夫の襲名を考えていたことがわかる。しかし、この後、明治36年（1903年）1月御霊文楽座で二代目越路太夫は六代目竹本春太夫に、門弟六代目竹本文字太夫は三代目竹本越路太夫へとそれぞれ襲名し、同年5月六代目春太夫は受領し、竹本摂津大掾となった。このように二代目越路太夫が六代目春太夫を名乗ったのは襲名披露興行を入れ2芝居（1月、3月）のみであった。この点につき水谷不倒は『竹本摂津大掾』の中で「越路太夫は師匠竹本春太夫の遺言により、六代目春太夫の名跡を襲ぐの素志なりしかば、先づ此素志を果すべしと、明治三十六年一月、自分は春太夫と改名し、それと同時に門弟文字太夫をして三代目越路太夫の名を襲がしめたり」「春太夫はこれにて師匠の名跡を一旦は襲ぎたるも、これ実は其遺言を空しうせざるにありて、新たなる望みは小松宮殿下の賜を拝するにあり。殊に今や殿下の御他界遊ばされたるに、其心はますます切なるものあり。依りて三月興行（『二十四孝』と『河原達引』）を終りし後、直ちに其準備に取掛り、いよいよ竹本摂津大掾と受領することとなれり」と記し、六代目春太夫の襲名は、師五代目竹本春太夫の遺言の執行という摂津大掾への繋ぎの襲名であったことを明かしている。このように、師五代目竹本春太夫の兄弟子であり、綱太夫内の総帥となった二代目津賀太夫 → 竹本山城掾の初名であり、寿という字から縁起のいい名前である竹本寿太夫を一旦継いだ上で摂津大掾の受領を考えていたが、師の遺言があったため、一旦継ぐ名前を六代目春太夫とした。